# Église Saint-Pardoux d'Archignat
Pour les articles homonymes, voir Église Saint-Pardoux et Saint-Pardoux.
L'église ou chapelle Saint-Pardoux est une église romane située à Archignat, dans l'ouest du département de l'Allier dans la région naturelle de la Châtaigneraie bourbonnaise. Ancienne église paroissiale de Frontenat, elle est depuis la Révolution une propriété privée. Elle est inscrite au titre des monuments historiques en 1970.

## Description
L'église est dédiée à saint Pardoux, plus connu sous le nom de Pardulphe de Guéret (658- mort entre 737 et 743) qui était l'abbé de l’abbaye de Guéret. Bien que ne figurant pas dans le martyrologe romain, il est présent dans les plus anciens martyrologes limousins. Son culte débuta à partir du Xe siècle et plusieurs lieux-dits et églises lui sont dédiés, principalement dans le Limousin et à proximité.
D'époque romane, l'église a été remaniée à différentes périodes. Elle se compose d'une nef au vaisseau rectangulaire terminé par un chœur au chevet plat. Son vaisseau est couvert d'une charpente qui a remplacé un berceau en plein cintre. Sa façade occidentale où se trouve le porche d'entrée est surmontée d'un clocher-mur terminé en pignon et ajouré de deux baies en plein cintre dont l'une abrite une cloche.

## Localisation
L'église est située dans l'extrême ouest du département français de l'Allier, à la limite du département de la Creuse, dans le sud de la commune rurale d'Archignat, dans le pays d'Huriel. Elle se
dresse dans le hameau de Frontenat à environ 4 kilomètres au sud-ouest du village d'Archignat.

## Historique
Construite au Moyen Âge et ancienne église paroissiale du hameau de Frontenat alors rattachée au diocèse de Bourges, elle est vendue comme bien national à la Révolution puis rachetée à la commune d'Archignat lors du Concordat de 1801. Elle est depuis restée une propriété privée et a conservé son caractère d'édifice religieux.
Elle est inscrite au titre des monuments historiques le 18 mars 1970.